# HelpAge International
HelpAge International è una organizzazione non governativa che aiuta gli anziani a reclamare i loro diritti, sfidando l'ageismo, e la crescente povertà, così da poter avere una vita dignitosa, attiva e sana.
Cinque organizzazioni di Canada, Colombia, Kenya, India e Regno Unito fondarono nel 1983 HelpAge International.
HelpAge International ora ha oltre 100 affiliate e lavora con oltre 200 partner in più di 70 nazioni.
HelpAge lavora per e con gli anziani: per il cambiamento delle policy governative, e progetti di ricerca. L'organizzazione si concentra sulle problematiche della terza età, come disaster risk reduction e cambiamenti climatici, diritti, salute, protezione sociale, HIV e AIDS, e lavoro. HelpAge lavora anche in emergenza come nel caso del Tifone Haiyan nelle Filippine, e nel Terremoto del Nepal del 25 aprile 2015. HelpAge nelle sue campagne influenza la Post-2015 Development Agenda.
HelpAge con la sua campagna principale, Age Demands Action, è il movimento principale nel mondo per le persone anziane. Fa parte della coalizione che promuove Action/2015. Action/2015 All Ages ha ricevuto il supporto di Desmond Tutu e della attrice boliviana Erika Andia. la cantante keniota, Avril, con John Katana (Them Mushrooms), John Nzenze, Teddy Kalanda Harrison, Dar Mjomba, Judith Bwire, e Afro-Simba Band, hanno registrato Hoja Zetu, in occasione della campagna.
HelpAge International ha uffici a Londra e Bruxelles più nove centri regionali in Africa, Caraibi, Asia orientale, Europa dell'est/Asia centrale, EU, America latina, Londra, Medio Oriente e Asia meridionale.

## Global AgeWatch Index
HelpAge pubblica il Global AgeWatch Index, lanciato nel 2013, che presenta una classifica delle nazioni più vicine alla terza età. È basata su quattro parametri: reddito, salute, capacità e ambiente favorevole.

### Criteri
Quattro sono i domini, con sotto-indicatori.
1. Sicurezza reddituale
  1. Pensioni - reddito
  2. Povertà
  3. Benessere relativo
  4. GNI pro capite
2. Salute
  1. Aspettativa di vita a 60 anni
  2. Aspettativa di vita in salute a 60 anni
  3. Benessere psicologico
3. Capacità
  1. Impiego di anziani
  2. Livello educazionale di anziani
4. Ambiente favorevole
  1. Inclusione sociale
  2. Sicurezza fisica
  3. Libertà civile
  4. Accesso ai trasporti pubblici

### Top 25 Global AgeWatch Index 2015
| Classifica e valore | Classifica e valore | Reddito | Reddito    | Salute | Salute     | Capacità | Capacità   | Ambiente | Ambiente   |        |
| Nazione             | Classifica          | Vlore   | Classifica | Valore | Classifica | Valore   | Classifica | Valore   | Classifica | Valore |
| ------------------- | ------------------- | ------- | ---------- | ------ | ---------- | -------- | ---------- | -------- | ---------- | ------ |
| Svizzera            | 1                   | 90.1    | 27         | 77.3   | 2          | 81.3     | 2          | 75.0     | 1          | 83.7   |
| Norvegia            | 2                   | 89.3    | 2          | 89.4   | 16         | 73.5     | 1          | 76.3     | 4          | 80.1   |
| Svezia              | 3                   | 84.4    | 7          | 83.5   | 12         | 75.2     | 5          | 65.6     | 6          | 79.4   |
| Germania            | 4                   | 84.3    | 15         | 80.9   | 11         | 75.6     | 3          | 68.4     | 11         | 78.6   |
| Canada              | 5                   | 84.0    | 10         | 82.9   | 4          | 80.3     | 10         | 61.2     | 9          | 78.9   |
| Paesi Bassi         | 6                   | 83.0    | 5          | 85.9   | 13         | 74.8     | 12         | 59.6     | 5          | 79.6   |
| Islanda             | 7                   | 81.8    | 4          | 86.6   | 8          | 78.2     | 18         | 54.5     | 10         | 78.8   |
| Giappone            | 8                   | 80.8    | 33         | 75.1   | 1          | 83.9     | 7          | 62.7     | 21         | 75.0   |
| Stati Uniti         | 9                   | 79.3    | 29         | 76.3   | 25         | 70.1     | 4          | 65.7     | 17         | 76.8   |
| Regno Unito         | 10                  | 79.2    | 14         | 81.5   | 27         | 69.3     | 20         | 53.6     | 3          | 81.8   |
| Danimarca           | 11                  | 78.6    | 16         | 80.9   | 33         | 68.1     | 11         | 59.9     | 14         | 77.7   |
| Nuova Zelanda       | 12                  | 76.0    | 23         | 78.4   | 9          | 77.8     | 14         | 57.8     | 30         | 71.5   |
| Austria             | 13                  | 74.4    | 6          | 84.3   | 19         | 72.7     | 40         | 37.6     | 2          | 82.7   |
| Finlandia           | 14                  | 72.7    | 17         | 80.3   | 21         | 70.8     | 29         | 44.8     | 18         | 76.1   |
| Irlanda             | 15                  | 72.0    | 18         | 79.9   | 17         | 73.1     | 35         | 40.6     | 16         | 77.0   |
| Francia             | 16                  | 71.2    | 3          | 88.4   | 7          | 78.3     | 42         | 35.8     | 23         | 74.2   |
| Australia           | 17                  | 71.0    | 62         | 53.5   | 5          | 79.8     | 8          | 62.5     | 26         | 72.5   |
| Islanda             | 18                  | 70.1    | 47         | 67.8   | 26         | 69.8     | 13         | 59.2     | 35         | 69.6   |
| Lussemburgo         | 19                  | 69.5    | 1          | 89.7   | 10         | 76.6     | 53         | 31.0     | 19         | 76.1   |
| Panama              | 20                  | 67.7    | 40         | 72.4   | 31         | 68.7     | 16         | 56.4     | 48         | 66.4   |
| Cile                | 21                  | 66.3    | 43         | 70.8   | 14         | 74.4     | 22         | 49.5     | 49         | 66.0   |
| Rep. Ceca           | 22                  | 65.6    | 12         | 81.8   | 47         | 56.1     | 17         | 56.4     | 50         | 65.8   |
| Estonia             | 23                  | 64.9    | 44         | 70.7   | 55         | 50.0     | 6          | 64.8     | 39         | 68.1   |
| Belgio              | 24                  | 63.4    | 39         | 73.1   | 30         | 68.7     | 48         | 32.9     | 24         | 73.4   |
| Spagna              | 25                  | 61.7    | 37         | 73.4   | 3          | 80.5     | 78         | 24.0     | 22         | 74.7   |